# Sobór chalcedoński

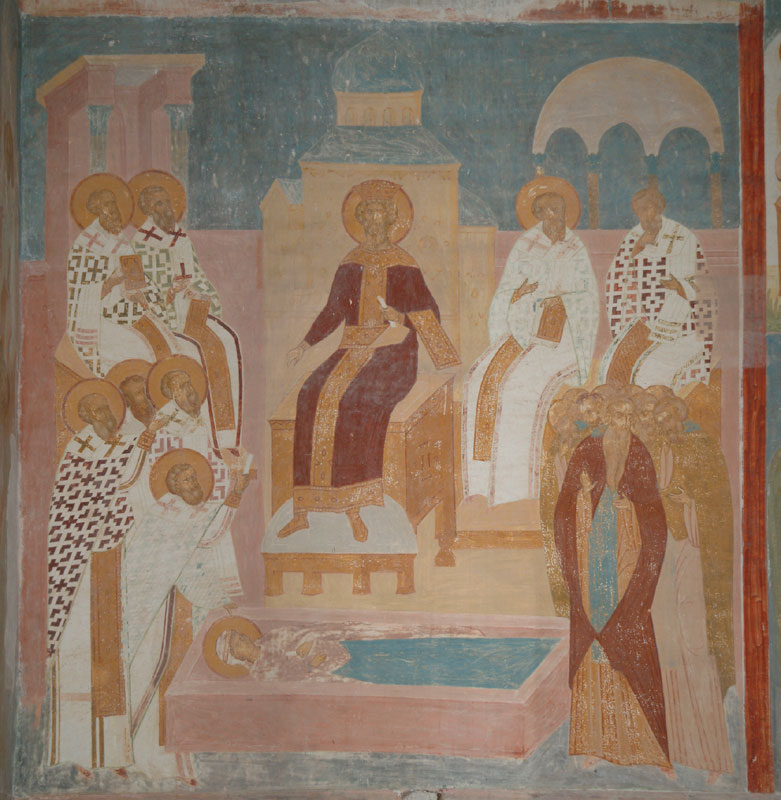
Sobór chalcedoński. Fresk z około 1502 roku na ścianie kościoła w monasterze terapontowskim

Sobór chalcedoński – największe w starożytności zgromadzenie biskupów chrześcijańskich Cesarstwa Rzymskiego, zwołane przez cesarza Marcjana do Chalcedonu w Bitynii, trwające od 8 do 31 października 451 roku.
W zgromadzeniu uczestniczyło ponad pięciuset biskupów, reprezentujących różne stanowiska filozoficzne i teologiczne. Sprawami organizacyjnymi i proceduralnymi kierowali dwaj cesarscy komisarze. Zredagowali oni protokół, a na jego podstawie dokumenty końcowe. Obradom przewodniczył Paschazynus, biskup Lilybajon na Sycylii, który był pełnomocnikiem biskupa Rzymu Leona I.
Zwołanie soboru związane było ze sporem wokół odpowiedzi na pytanie: kim jest Jezus Chrystus?. W kontrowersję zaangażowani byli nie tylko duchowni czy uczeni, ale wierni z wszystkich warstw społecznych. W mentalności ówczesnych chrześcijan, cała treść wiary zależała od odpowiedzi na to pytanie. We wschodnich prowincjach Cesarstwa, w pierwszej połowie V wieku, narastała tendencja, aby uznać Jezusa z Nazaretu za Boga. Na czele szerokiego sprzeciwu wobec takiego sposobu definiowania osoby Jezusa stanęli biskupi Rzymu, którzy bronili pełnego człowieczeństwa Zbawiciela. Znaleźli się oni w ostrym sporze doktrynalnym z biskupami Aleksandrii, przywódcami stronnictwa opowiadającego się za pełną boskością Jezusa z Nazaretu.
Spory chrystologiczne późnej starożytności są analizowane we współczesnej historiografii pod kątem tak zwanego rozwoju oscylującego – od nacisku na boskość Chrystusa na soborze efeskim w 431 roku, przez potwierdzenie pełnego człowieczeństwa Jezusa na soborze chalcedońskim, następnie z powrotem do zaakceptowania boskości Chrystusa na soborze konstantynopolitańskim w 553 roku. Podobne zwroty doktrynalne powtarzały się w średniowieczu.
Podczas obrad w Chalcedonie odrzucono twierdzenie o wyłącznie boskiej naturze Jezusa, zgodnie z którym Zbawiciel jest tożsamy z preegzystującym Logosem. Uznano Jezusa z Nazaretu za Boga-Człowieka (Theoanthropos), który jest współistotny (homoousios) ludziom w człowieczeństwie, a zarazem współistotny Bogu w bóstwie. Zgodnie z definicją doktrynalną soboru, Jezus Chrystus w wyniku wcielenia stał się osobą (hypostasis), składającą się z dwóch natur (dyo physeis) – ludzkiej i boskiej. Pozostaje człowiekiem w każdym wymiarze – w swym ciele, w swej duszy i w swym umyśle. Jest też jednością w swej osobowej, bosko-ludzkiej tożsamości. Hipostaza Jezusa z Nazaretu jest niepowtarzalnym, syntetycznym bytem osobowym, powstałym wskutek unii dwóch natur.
Obok definicji doktrynalnej zgromadzenie uchwaliło trzydzieści kanonów dyscyplinarnych oraz wydało wyroki sądowe w procesach kanonicznych, w których oskarżeni byli biskupami. Sobór pozbawił urzędu biskupa Aleksandrii Dioskorosa.
Decyzje zgromadzenia spowodowały wybuch konfliktu religijnego, społecznego oraz politycznego, który doprowadził do rozruchów, separatyzmów i wojen domowych, a w konsekwencji do trwałego podziału doktrynalnego i organizacyjnego wśród Kościołów chrześcijańskich. Wspólnotę z Kościołami łacińskimi i greckimi zerwały w następnych wiekach między innymi Kościoły egipskie, etiopskie, erytrejskie, nubijskie, arabskie, syryjskie, perskie, ormiańskie i malabarskie. Wszystkie one odrzuciły twierdzenie o dwóch naturach i uznały Jezusa z Nazaretu za Boga w każdym wymiarze, tożsamego z preegzystującym Logosem. Podział ten przetrwał do czasów współczesnych. Konflikty wokół Chalcedonu miały też wpływ na genezę i szybkie rozprzestrzenianie się islamu.
Kościoły, które zaakceptowały uchwały z Chalcedonu, uznały zgromadzenie za czwarty sobór powszechny. Kościoły, które odrzuciły decyzje z Chalcedonu, nazywają zgromadzenie złowrogim Chalcedonem. Biskupi Rzymu, popierając decyzje doktrynalne zgromadzenia, nigdy nie uznali 28. kanonu dyscyplinarnego, uchwalonego podczas obrad.

## Badania naukowe nad soborem

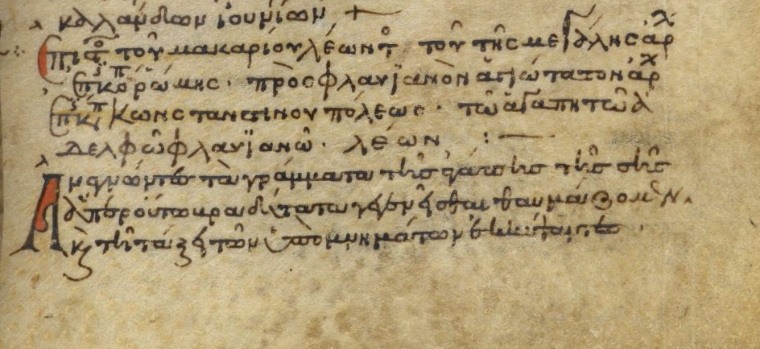
Grecki przekład Tomu do Flawiana Leona I. Rękopis z 1111 roku. Biblioteka Brytyjska

Sobór chalcedoński, jego decyzje i następstwa, są przedmiotem wielowiekowych badań historyków i teologów. Wynika to ze znaczenia, jakie miał on dla dalszego rozwoju religii, kultury i nauki w Europie, Afryce, na Bliskim Wschodzie, Zakaukaziu, a także Półwyspie Indyjskim. Badany jest wpływ polemik i konfliktów wokół Chalcedonu na genezę i szybkie rozprzestrzenianie się islamu. Przede wszystkim jednak, wiele studiów poświęcono długotrwałemu wpływowi decyzji chalcedońskich na wydarzenia polityczne. Pod względem znaczenia historycznego, sobór chalcedoński może być porównywany jedynie z soborem nicejskim z 325 roku.
W przeciwieństwie do soboru nicejskiego, którego akta zaginęły, historycy dysponują niemal pełną dokumentacją obrad z Chalcedonu. Nie zachował się spis uczestników obrad i prawdopodobnie jeszcze kilka innych dokumentów o małej wadze. Współcześni uczeni analizują przede wszystkim protokół obrad, który przetrwał w całości. Zachowały się najważniejsze dokumenty końcowe – definicje doktrynalne oraz zbiór trzydziestu kanonów dyscyplinarnych. Znane są teksty większości wyroków sądowych soboru, dotyczących usuwania jednych a przywracania innych biskupów na ich stolice. W tradycji katolickiej do dokumentów soborowych zalicza się również list biskupa Rzymu Leona I do biskupa Konstantynopola Flawiana, zwany Tomem. List ten zachował się w całości.
Informacje, związane ze zgromadzeniem w Chalcedonie, niekiedy bardzo drobne, zachowały się w wielu listach, które wymieniali między sobą biskupi oraz listach Leona I do cesarzy i cesarzowej, a także licznych pismach cesarskich. Teksty polemiczne, powstałe już po soborze, przyczyniły się do powstania późniejszych legend związanych z obradami w Chalcedonie – czarnej legendy narodzonej w Egipcie, Palestynie i Syrii oraz białej legendy, wywodzącej się z Bizancjum i Rzymu. Teksty te we współczesnej nauce uważane są za mało wiarygodne.

## Okoliczności zwołania soboru

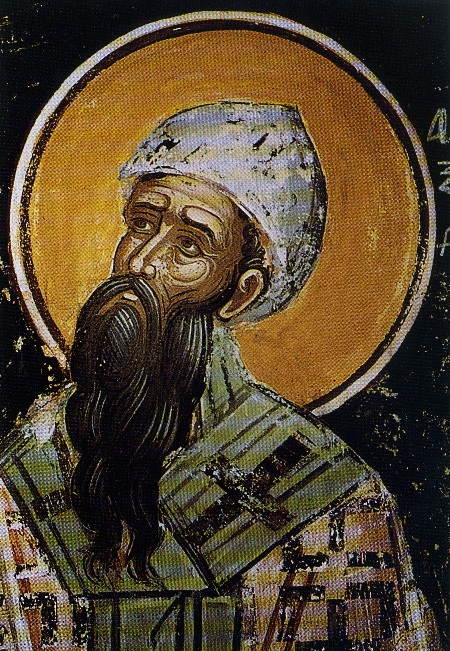
Święty Cyryl Aleksandryjski, twórca tezy o jednej naturze wcielonego Słowa. Fresk z 1560 roku na ścianie kościoła klasztoru Rusanu w Meteorach

W V wieku problemy, które po soborze nicejskim z 325 roku doprowadziły do wieloletniego kryzysu, nie powodowały już w Cesarstwie Rzymskim poważniejszych sporów. Problem statusu ontologicznego boskości Chrystusa, uważano w Kościołach chrześcijańskich w zasadzie za rozstrzygnięty. Arianizm był zjawiskiem marginalnym, ograniczonym do niektórych ludów germańskich. Spory teologiczne zaczęły się koncentrować wokół problemu, w jaki sposób to, co pochodzi od Boga i to, co jest z człowieka, zostało połączone w osobie Jezusa Chrystusa. W historiografii ten nowy konflikt nazywa się sporem chrystologicznym.
We wschodnich prowincjach Cesarstwa pojawiła się w IV wieku tendencja, aby uznać Jezusa z Nazaretu za Boga. Narastała ona ze wzmożoną siłą w pierwszej połowie V wieku i znalazła swój oddźwięk w teologii.
Polemiki wśród filozofów i teologów zapoczątkował w drugiej połowie IV wieku Apolinary z Laodycei, który twierdził, że w wyniku zmieszania elementów boskiego i ludzkiego, w Jezusie zwyciężył element boski – dlatego poprawne teologicznie są formuły w rodzaju Bóg wcielony, Bóg ukrzyżowany itp. W wielu Kościołach chrześcijańskich zaprotestowano wobec takiego sposobu definiowania osoby Jezusa Chrystusa. Przeciwko Apolinaremu wystąpili między innymi Grzegorz z Nyssy czy Grzegorz z Nazjanzu. Zarzucano Apolinaremu umniejszanie człowieczeństwa Chrystusa, odmawianie Jezusowi ludzkiego umysłu czy ludzkiej woli.
Na przełomie IV i V wieku teolodzy antiocheńscy Diodor z Tarsu i Teodor z Mopsuestii wysunęli tezę, że Jezus miał jednocześnie dwie natury – boską i ludzką – i położyli nacisk na pełnię ludzkiej natury Chrystusa. Obie natury, ich zdaniem, zostały ze sobą połączone w osobie Jezusa. Uczeń Teodora, biskup Konstantynopola Nestoriusz, wyciągnął z tej nauki wniosek, że formuły typu Bóg ukrzyżowany są niepoprawne. Zastąpił liturgiczny tytuł Matka Boża, przysługujący Maryi, tytułem Matka Chrystusa. Spowodowało to oburzenie wśród wielu chrześcijan.
Na czele obozu walczącego z Nestoriuszem stanął biskup Aleksandrii Cyryl, najbardziej charyzmatyczna postać chrześcijaństwa pierwszej połowy V wieku. Cyryl kładł nacisk na osobową jedność Chrystusa. Sformułował tezy o jednej wcielonej naturze Boskiego Logosu, jedności natur i osób w Chrystusie oraz Bogu cierpiącym w ciele. Swoją teologię podsumował Cyryl w formie dwunastu anatematyzmatów.
Na soborze efeskim w 431 roku, pod nieobecność wielu biskupów, Nestoriusza oskarżono o rozdzielanie Jezusa na dwie osoby i wygnano z Konstantynopola. Głęboki rozdźwięk między biskupami, jaki powstał po kadłubowych obradach w Efezie, zażegnano w roku 433. Biskupi Aleksandrii i Antiochii zgodzili się wówczas na wspólną deklarację, w której potępiono terminy zmieszanie natur czy połączenie natur, zastępując je kompromisową formułą o zjednoczeniu natur. Deklaracja ta została zatwierdzona przez biskupa Rzymu i cesarza.
Kompromisowa formuła zjednoczenia nie zadowalała jednak wszystkich stron konfliktu. Opór wobec niej zapoczątkował Eutyches, zwierzchnik jednego z klasztorów w Konstantynopolu. Głosił on, że ludzka natura Jezusa została w całości wchłonięta przez naturę boską. Przeciwko Eutychesowi wystąpili Euzebiusz z Dorylajon i Teodoret z Cyru, których poparli biskup Konstantynopola Flawian i biskup Rzymu Leon I. Natomiast w obronie Eutychesa stanęli między innymi biskup Aleksandrii Dioskoros i cesarz Teodozjusz. W roku 449, na drugim soborze efeskim, zatwierdzono formułę Eutychesa. Uchwalono dogmat, w myśl którego Chrystus miał dwie natury przed wcieleniem, natomiast jedną po wcieleniu. Na soborze złożono z urzędów tych biskupów, który byli przeciwnikami uchwalonej formuły – w tym Flawiana z Konstantynopola.
W odpowiedzi na uchwały z Efezu, Leon I zebrał w Rzymie synod biskupów Zachodu, który odrzucił postanowienia nowego soboru oraz obłożył klątwą Dioskorosa, Eutychesa i ich zwolenników. Z kolei biskup Aleksandrii Disoskoros wyklął biskupa Rzymu i jego zwolenników. Chcąc zapobiec rozpadowi jedności Kościoła chrześcijańskiego, Leon zwrócił się do cesarza Teodozjusza o zwołanie kolejnego soboru. Cesarz odpowiedział, że zgromadzenie biskupów w Efezie odbyło się zgodnie z procedurami i przywróciło pokój w Kościele bez szkody dla wiary. Wezwał też biskupów Zachodu do podporządkowania się decyzjom soboru.
28 lipca 450 roku zmarł nagle cesarz Teodozjusz. Tron przypadł jego siostrze Pulcherii. Pulcheria zdecydowała, że nie będzie sprawować bezpośredniej władzy i wybrała sobie za małżonka Marcjana, jednego z dowódców wojskowych. Marcjan był religijnym przeciwnikiem Eutychesa, nadto z powodów politycznych potrzebował poparcia cesarza Zachodu Walentyniana, a także biskupa Rzymu. Nowy cesarz spełnił postulaty Leona – sprowadził do Konstantynopola ciało Flawiana, wyraził zgodę na powrót biskupów wygnanych decyzją drugiego soboru efeskiego oraz zwołał nowy sobór.
Zgromadzenie zwołano na 1 września 451 roku do Nicei. Na początku września przybyli tam licznie biskupi, którzy byli zwolennikami uchwał drugiego soboru efeskiego. Z rozkazu cesarza zostali usunięci z miasta. Rozpoczęcie obrad opóźniono o miesiąc i przeniesiono bliżej stolicy, do Chalcedonu. Marcjan, dzięki tym zabiegom, stworzył przychylną sobie większość wśród biskupów i uzyskał bezpośredni, szybki wpływ na przebieg obrad. Zgromadzenie rozpoczęło obrady 8 października 451 roku. Biskupi zgromadzili się w chalcedońskim sanktuarium świętej Eufemii, zniszczonym w XVI wieku.

## Uczestnicy soboru

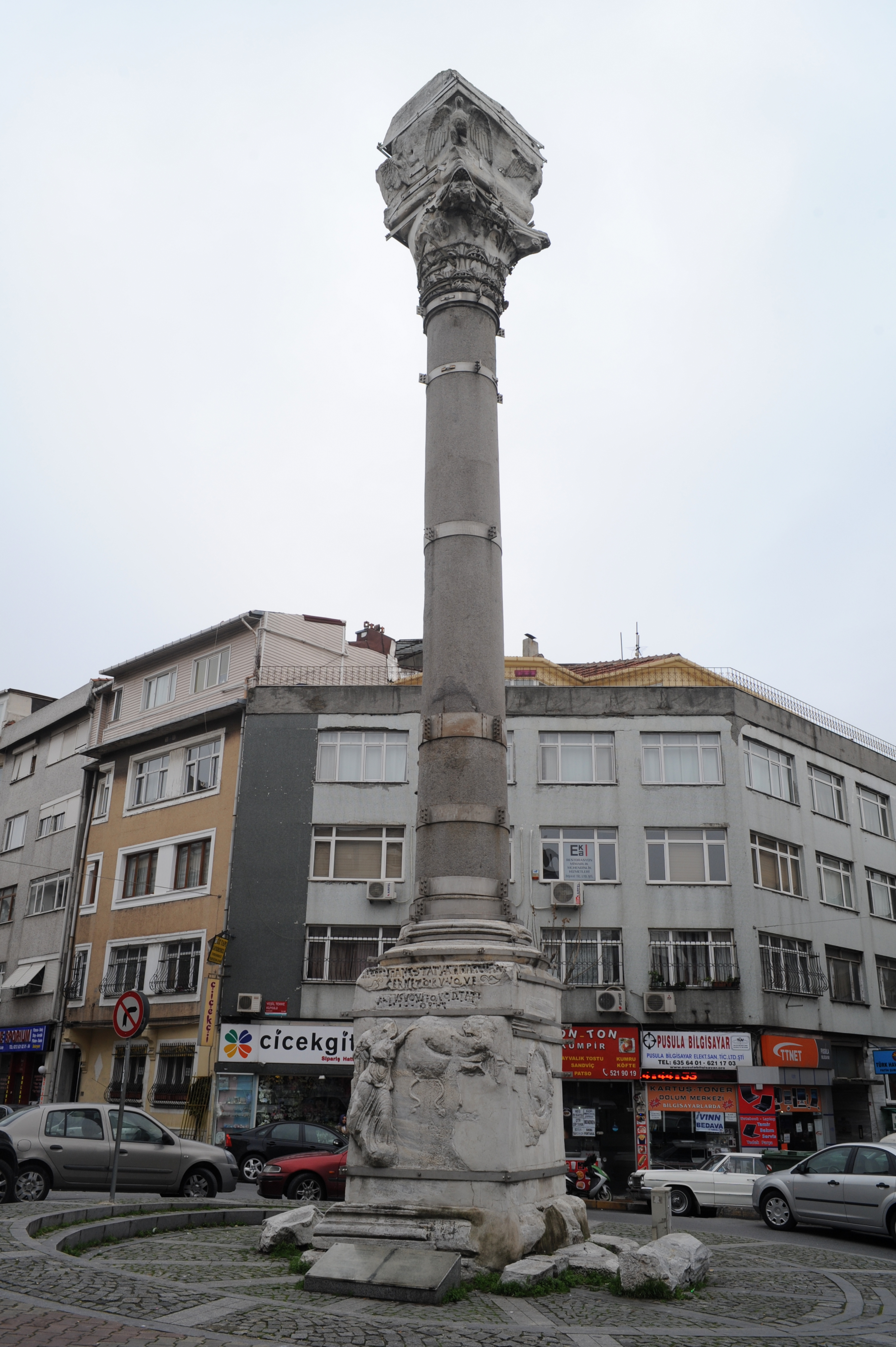
Kolumna cesarza Marcjana. Ustawiona na Mese (Konstantynopol) Konstantynopola w latach 450–452. Współcześnie w Stambule. Figura cesarza na szczycie została zniszczona, prawdopodobnie w XV wieku

Sobór w Chalcedonie był największym zgromadzeniem biskupów chrześcijańskich starożytności. Lista jego uczestników nie zachowała się. Współcześni historycy obliczają liczbę osób, którzy posiadali prawo głosu i uczestniczyli w obradach, na ponad 500. Niektórzy badacze obliczają liczbę uczestników na 360, inni na ponad 600.
W zachowanych dokumentach, pod definicją doktrynalną widnieją 452 podpisy. Wiadomo jednak, że przed jej uchwaleniem wydalono ze zgromadzenia wielu biskupów, a w Konstantynopolu przetrzymywano aresztowanych biskupów egipskich. Było to co najmniej kilkadziesiąt osób, które uczestniczyło w otwarciu obrad a których podpisów brakuje pod definicją. Niektórzy badacze wskazują, że część podpisów mogła zostać dodana już po zamknięciu soboru.
Kilku biskupów, chociaż nie przybyło do Chalcedonu osobiście, wysłało na obrady przedstawicieli – swoich diakonów czy prezbiterów. Przedstawiciele ci mieli prawo głosu, gdyż zgodnie z prawem rzymskim byli traktowani jako pełnomocnicy biskupów, w których imieniu podpisywali dokumenty końcowe.
Biskup Rzymu Leon I wysłał do Chalcedonu dwóch przedstawicieli. Reprezentowali go Paschazynus, biskup Lilybajon na Sycylii oraz prezbiter Bonifacjusz. Współdziałali z nimi legaci Rzymu przy cesarzu, wysłani wcześniej i obecni w Konstantynopolu na długo przed soborem – biskup Lucencjusz i prezbiter Bazyli – a także apokryzjariusz rzymski w Konstantynopolu, Julian z Kos.
Sprawami organizacyjnymi zgromadzenia zarządzali dwaj cesarscy komisarze, nieznani z imienia. Rozstrzygali oni wszystkie sprawy proceduralne pojawiające się w toku obrad. Niekiedy interweniowali, przerywając dyskusje biskupów lub też wyrażali oficjalne stanowisko cesarza. Ważniejsze sprawy konsultowali między sobą i z innymi przedstawicielami cesarza. Od nich pochodzi redakcja protokołu obrad, na podstawie której sporządzili oni dokumenty końcowe soboru.
Prawie wszyscy obecni w Chalcedonie biskupi pochodzili ze wschodnich, greckojęzycznych prowincji Cesarstwa Rzymskiego. Ponieważ nie zachował się spis biskupów obecnych w Chalcedonie, dlatego nie jest pewne, ilu uczestników pochodziło z łacińskojęzycznych prowincji zachodnich. Poza reprezentantami i legatami papieskimi, byli to z pewnością dwaj biskupi z Afryki, którzy uciekli na Wschód przed Wandalami oraz zapewne niektórzy biskupi iliryjscy. Być może była to większa grupa, ponieważ dokumenty końcowe zostały sporządzone także po łacinie.
Sesjom zgromadzenia przysłuchiwała się liczna grupa przedstawicieli senatu Konstantynopola, co było oznaką szacunku ze strony cesarza.
Przewodniczenie obradom cesarz powierzył przedstawicielom biskupa Rzymu, na prośbę Leona I. W praktyce większość obrad prowadził Paschazynus z Lilybajon. Nie mówił on po grecku, musiał więc korzystać z tłumaczy. Oddanie przewodnictwa obrad człowiekowi niezdolnemu swobodnie porozumiewać się z zebranymi, było manifestacją przekonania cesarza, że biskupi winni przyjąć zaproponowane im decyzje, a to, co mają do powiedzenia, było pozbawione większego znaczenia. Tak przynajmniej ta decyzja została odebrana przez wielu obecnych w Chalcedonie biskupów.

## Przebieg obrad

### Otwarcie obrad
Zgromadzenie rozpoczęło się 8 października 451 roku. Mowę otwierającą obrady wygłosił po łacinie Paschazynus z Lilybajon. Zażądał w niej usunięcia Dioskorosa z Aleksandrii z grona zasiadających w zgromadzeniu biskupów. Komisarze cesarscy zapytali przedstawicieli biskupa Rzymu, co mają do zarzucenia biskupowi Aleksandrii. Odpowiedział im legat Lucencjusz, nawiązując do roli, jaką odegrał Dioskoros podczas obrad drugiego soboru efeskiego: Niech odpowie za wydane wyroki. Uzurpował sobie prawo do wyrokowania, którego nie posiadał. Kiedy komisarze zażądali doprecyzowania oskarżenia, Lucencjusz krzyknął, że obrazą dla wszystkich obecnych jest fakt, że wśród zgromadzonych siedzi ten, który ma być sądzony. Usłyszał na to od komisarzy: Jeśli zajmujesz stanowisko sędziego, nie powinieneś być oskarżycielem. Komisarze zdecydowali się rozwiązać problem kompromisowo – nie usunęli Dioskorosa z sali obrad, ale posadzili go na środku jako oskarżonego i pozbawili prawa do głosowania.
Następnie komisarze zażądali obecności na sali obrad Teodoreta z Cyru, pozbawionego biskupstwa na drugim soborze efeskim: Niech wielce szanowny Teodoret wejdzie i uczestniczy w soborze, gdyż sanctissimus biskup Leon przywrócił mu godność biskupa, a święty i najpobożniejszy cesarz nakazał, by uczestniczył w soborze. Gdy Teodoret wszedł na salę, podniósł się tumult. Biskupi egipscy, palestyńscy i illiryjscy krzyczeli: na litość, przepadła nasza wiara; kanony wypędzają tego człowieka; precz z tym człowiekiem. Dioskoros zapytał: on wyklął Cyryla, dlaczego wypędza się Cyryla? W odpowiedzi biskupi Orientu, Tracji, Pontu i Azji zaczęli krzyczeć na Dioskorosa, wypominając mu gwałty na drugim soborze efeskim. Dopiero po dłuższym czasie komisarzom udało się przywrócić spokój na sali oświadczeniem, że będzie można wnieść oskarżenie także przeciwko Teodoretowi. Gdy Teodoret usiadł wśród biskupów, wybuchła kolejna awantura. Biskupi Orientu krzyczeli: prawowierny na sobór, precz z burzycielami, precz z mordercami, precz z mordercą Dioskorosem. Biskupi z Egiptu i Palestyny odpowiedzieli na to okrzykami: nie nazywajcie go biskupem, nie jest biskupem, precz z nieprzyjacielem Boga, precz z Żydem. Komisarze zareagowali uwagą, że ordynarne wrzaski nie przestoją biskupom.

### Proces Dioskorosa

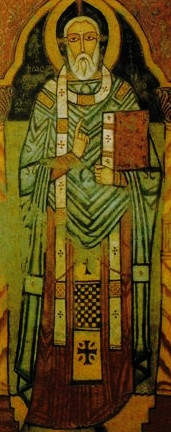
Święty Dioskoros. Koptyjska ikona z XIII wieku. Klasztor świętego Antoniego w Egipcie. Palec Dioskorosa symbolizuje jedną naturę Chrystusa

Właściwe obrady Paschazynus rozpoczął od procesu Dioskorosa z Aleksandrii. Na oskarżyciela wyznaczony został Euzebiusz z Dorylajon. Po jego mowie rozpoczęto odczytywanie materiału dowodowego – akt drugiego soboru efeskiego. Lektura trwała kilka godzin. Przerywana była okrzykami i dyskusjami. Okrzyki towarzyszące odczytywaniu akt wskazywały, że dla większości biskupów przedmiotem oskarżenia nie były poglądy teologiczne biskupa Aleksandrii, ale gwałty, których miał się dopuścić – żądanie podpisów in blanco, depozycje biskupów bez procesów, wprowadzenie żołnierzy na salę obrad w Efezie. Obwiniano także Disokorosa za śmierć Flawiana z Konstantynopola. Flawian umarł w niejasnych okolicznościach, po usunięciu go z urzędu biskupa Konstantynopola.
Już po soborze, apologeci Dioskorosa podnosili, że odczytane podczas procesu akta z Efezu zostały sfałszowane. Stało się to jednym z głównych punktów sporu wokół Chalcedonu. Oryginalne akta drugiego soboru efeskiego zaginęły. Znane są tylko te ich części, które wpisano do protokołu w Chalcedonie. Zdaniem współczesnych badaczy, technika sporządzenia tych dokumentów budzi w wielu miejscach zastrzeżenia. Jednak niekompletność odczytanego protokołu obrad jest tak znaczna, że kwestia jego autentyczności i wiarygodności jest w nauce uważana za nie do rozstrzygnięcia.
Po zakończeniu lektury akt, komisarze zaproponowali, aby ukarać usunięciem z urzędu osoby odpowiedzialne za przebieg drugiego soboru efeskiego: Dioskorosa z Aleksandrii, Juwenalisa z Jerozolimy, Talazjusza z Cezarei Kapadockiej, Euzebiusza z Ancyry, Eustacjusza z Berytos i Bazylego z Seleucji. Podniosły się głosy sprzeciwu, więc komisarze poprosili, aby każdy z biskupów napisał oświadczenie w tej sprawie i sesję zamknięto. Ponieważ z oświadczeń pisemnych wynikało, że większość biskupów jest skłonna zgodzić się na ukaranie Dioskorosa, ale staje w obronie pozostałych oskarżonych, komisarze wystosowali między sesjami list do cesarza, z prośbą o wydanie zaleceń w tej sprawie.
Do procesu powrócono na trzeciej sesji, 13 października. Tego dnia na sali obrad celowo nie pojawili się komisarze cesarscy. Nieobecni byli także biskupi egipscy, w tym sam Dioskoros. Zgodnie z procedurą wysłano delegację, która miała formalnie wezwać biskupa Aleksandrii na zgromadzenie, pełniące w tym przypadku funkcję sądu. Dioskoros powiedział delegatom, że nie może przybyć, gdyż został aresztowany i strażnicy go nie puszczają. Wkrótce wyjaśniono, że mimo aresztowania, Diskoros ma zgodę na udział w soborze. Wysłano więc drugą delegację, której biskup Aleksandrii wyjaśnił, że nie weźmie udziału w obradach, gdyż nie uczestniczą w nich przedstawiciele cesarza. Trzeciej delegacji, usiłującej namówić go do stawiennictwa, oznajmił, że jest chory. Po trzecim wezwaniu, zgodnie z prawem rzymskim, biskupi zadecydowali, że będą sądzić Dioskorosa zaocznie.
Wznowiono postępowanie dowodowe, które w drugim dniu procesu polegało na przesłuchiwaniu świadków. Byli wśród nich współpracownicy Dioskorosa oraz sprowadzeni do Chalcedonu Egipcjanie. Postępowanie miało cechy procesu pokazowego, w czasie którego przypisywano oskarżonemu wszelkie możliwe winy, często nieprawdopodobne. Były diakon Teodor, którego biskup Aleksandrii pozbawił święceń, stwierdził, że oskarżony jest heretykiem, który bluźnił przeciwko Trójcy Świętej i był zwolennikiem nauk Orygenesa. Dodał, że biskup to morderca, podpalacz a nadto wydawał polecenia bezprawnego ścinania drzew. Sprowadzono świadka, który zeznał, że Dioskoros utrzymywał stosunki seksualne z kurtyzaną o imieniu Pansofia. Inny świadek zeznał, że oskarżony kradł państwowe zapasy zboża, przeznaczone dla biednych, by sprzedać je po zawyżonych cenach.
W takiej atmosferze bez sprzeciwów przegłosowano skazanie Dioskorosa. Oskarżonego pozbawiono urzędów i wygnano do Gangr, gdzie umarł w roku 454. W sentencji wyroku, za powód skazania nie podano problemów doktrynalnych lub przestępstw kryminalnych, tylko następujące zarzuty: rehabilitację Eutychesa, odmowę odczytania listów Leona na drugim soborze efeskim, klątwę rzuconą na biskupa Rzymu i niestawienie się przed sądem mimo trzykrotnego wezwania.
Po wydaniu wyroku na Dioskorosa, odczytano list cesarza, który w odpowiedzi na pismo komisarzy, stwierdził, że podjęcie decyzji w sprawie pozostałych uwięzionych jest sprawą soboru. Wywołało to entuzjazm wśród biskupów, którzy natychmiast uniewinnili oskarżonych. Gdy piątka uwolnionych weszła na salę i zajęła swoje miejsca, długo krzyczano: to dzieło Boże; wiele lat cesarzowi, senatowi i komisarzom; odnowiono jedność i ustanowiono pokój w Kościele.
Z akt wynika, że jako heretyka potępiono jedynie nieżyjącego już Eutychesa. Żaden z obecnych w Chalcedonie biskupów nie ośmielił się wystąpić z podobnym oskarżeniem wobec biskupa Aleksandrii czy jakiegokolwiek innego kolegi obecnego na sali obrad. W czasie procesu, gdy wielu biskupom wypominano głosowania na drugim soborze efeskim, usprawiedliwiali się: wszyscy zgrzeszyliśmy, wszyscy błagamy o przebaczenie. W odpowiedzi usłyszeli, że chrześcijanie nie powinni bać się cierpienia za wiarę. Na to Bazyli z Seleucji w Izaurii stwierdził: Gdybym miał do czynienia z sędziami cywilnymi, zniósłbym śmierć męczeńską. Ale kiedy jest się sądzonym przez własnego ojca, nie powinno znajdować się dla siebie usprawiedliwienia.

### Rozstrzygnięcia doktrynalne

#### Przedmiot kontrowersji
Przedmiotem kontrowersji na soborze chalcedońskim był problem zdefiniowania stosunku pierwiastka boskiego i ludzkiego w osobie Jezusa Chrystusa. Problem ten miał swoje korzenie filozoficzne i teologiczne.
W literaturze filozoficznej późnej starożytności funkcjonowały dwie zasadnicze definicje osoby ludzkiej. Pierwsza wywodziła się od Platona i określała człowieka jako istotę złożoną z duszy i ciała. Dla neoplatończyków człowiek był ciałem ożywionym przez duszę. Z tym poglądem rywalizowała definicja wywodząca się od Arystotelesa, zgodnie z którą człowiek jest psychofizyczną jednością, a ciało i dusza są jedynie aspektami tej jedności, nie zaś odrębnymi bytami. Na tę różnicę merytoryczną nakładała się różnica w nazewnictwie. Zwolennicy pierwszej definicji określali osobę ludzką greckim terminem hypostasis (łacińskie hipostasis), zaś zwolennicy drugiej definicji stosowali grecki termin prosopon (łacińskie persona).
Platońska definicja człowieka implikowała w teologii chrystologię typu Słowo-ciało, zgodnie z którą wcielenie polegało na zjednoczeniu Syna Bożego z ludzkim ciałem Jezusa. Natomiast definicja arystotelesowska wpłynęła na powstanie chrystologii typu Słowo-człowiek, według której Syn Boży zjednoczył się całkowicie z wszystkimi aspektami człowieczeństwa Jezusa. Te dwa typy chrystologii określa się tradycyjnie, niezbyt precyzyjnie, jako teologię aleksandryjską i teologię antiocheńską.
Zwolennicy teologii typu aleksandryjskiego wychodzili z filozoficznego założenia, że natura ludzka jest nieodwracalnie zepsuta. Ratunek dla ludzkości był możliwy tylko dzięki temu, że Absolut wkroczył w upadły byt człowieka. Ludzkość potrzebowała więc Zbawiciela całkowicie różnego od niej. Przedstawiciele teologii typu antiocheńskiego uważali natomiast człowieka za istotę z natury dobrą, będącą obrazem Boga. W ich ujęciu ratunek polegał na odzyskaniu wartości i godności człowieka dzięki Zbawicielowi, który dzielił z ludźmi ich naturę, czyli był człowiekiem.
Najwybitniejszym przedstawicielem teologii Słowo-ciało był Cyryl z Aleksandrii. Według Cyryla, Syn Boży po wcieleniu nie mógł być innym Synem Bożym, niż przed wcieleniem. W momencie wcielenia, istniejąc nadal w wiecznej formie, przybrał tylko ciało człowieka. Zarówno przed, jak o po wcieleniu, był tą samą osobą (hipostazą). Jezus Chrystus to Bóg w każdym aspekcie swojej tożsamości, gdyż jest hipostazą wcielonego Słowa bożego (mia hypostasis tou Theou Logou sesarkomene). Słowo stało się ciałem, dlatego – jak podkreślał Cyryl – istnieje tylko jedna natura, i to wcielona, boskiego Słowa. Według Cyryla Jezus to nie był zwykły człowiek, którego Bóg oddał za nas (...), ale był to Ten, który przewyższa wszelkie stworzenie, Słowo zrodzone z Jego własnej istoty, tak że można było Go uważać za w pełni wystarczający ekwiwalent za życie wszystkich.
Stanowisko zwolenników teologii Słowo-człowiek podsumowane zostało w niedużym traktacie, zwanym Tomem do Flawiana, oraz innych pracach autorstwa Leona I. Jak twierdził Leon, po wcieleniu Syn Boży i człowiek utworzyli jedną, nową osobę (persona), przy czym Logos i człowiek zachowali swoje właściwości. W osobie Jezusa Chrystusa zjednoczone zostały dwie natury – boska i ludzka. Są one różnymi aspektami działania Zbawiciela. Według Leona, Logos mógł dokonać zbawienia ludzkości aktem woli. Jednak ponieważ to sam człowiek zaprzedał się w niewolę, to rzeczą stosowną było, aby również człowiek wyzwolił ludzkość. Człowieczeństwo Chrystusa było takie jak nasze, chociaż zadanie, przed którym stał Zbawiciel, przerastało siły zwykłego człowieka. Dlatego konieczna była pomoc Logosu, która zaktualizowała się w osobie Boga-Człowieka.

#### Prace nad dokumentami doktrynalnymi

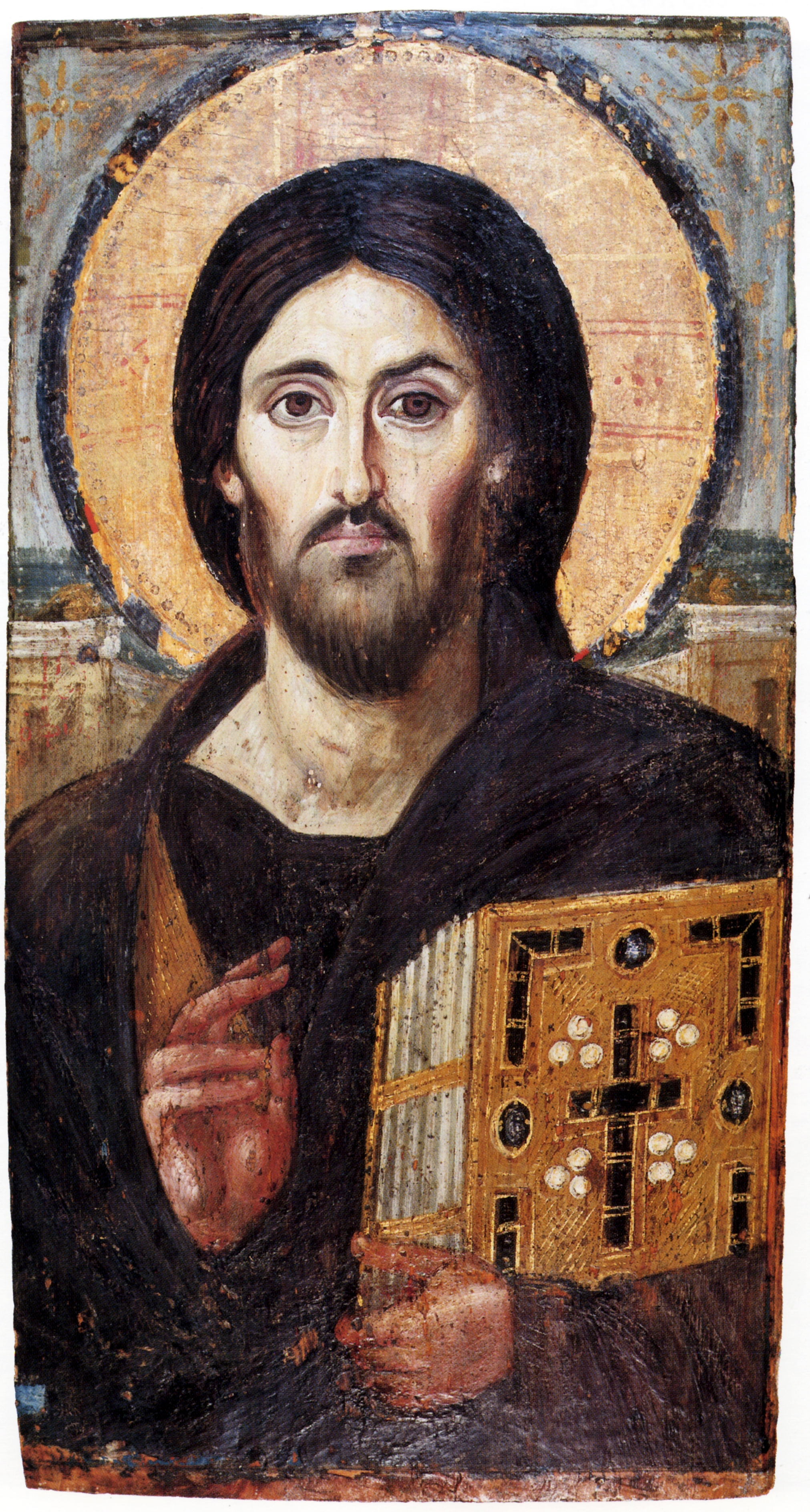
Najstarsza znana ikona Chrystusa Pantokratora, pochodząca z VI wieku. Klasztor świętej Katarzyny na górze Synaj. Twarz Jezusa podzielona została na dwie, różniące się części. Dwa palce prawej ręki wskazują na dwie natury Chrystusa

Podczas drugiej sesji, 9 października, na wniosek cesarza, przerwano proces Dioskorosa. Marcjan zażądał przez komisarzy, aby biskupi niezwłocznie ułożyli wyznanie wiary, które pogodziłoby wszystkie zwaśnione strony. Podniosły się głosy sprzeciwu, gdyż większość biskupów obecnych w Chalcedonie uważała, że wystarczające są creda nicejskie i konstantynopolitańskie. Biskupi sprzeciwiali się innowacjom, powołując się na uchwałę pierwszego soboru efeskiego, która zakazywała układania nowych wyznań wiary. Komisarze wymusili jednak zmianę porządku obrad, gdyż cesarz wydał im jednoznaczny rozkaz. W opinii cesarza i komisarzy, jeżeli sobór miał się zakończyć sukcesem, powinien zostać opublikowany dokument doktrynalny, którego podpisania można będzie zażądać od każdego biskupa.
Prowadzący obrady Paschazynus z Lilybajon zaproponował tekst wyznania wiary oparty na Tomie Leona I. Propozycja ta została odrzucona. Zdecydowano powołać specjalną komisję soborową. Zadaniem komisji było stworzenie kompromisowego tekstu, możliwego do zaakceptowania przez wszystkich. Na przewodniczącego komisji powołano biskupa Konstantynopola Anatola.
Komisja poprawiała tekst, który był oparty na Tomie Leona. Gdy pojawiały się wątpliwości, przewodniczący komisji podawał odpowiedni fragment z prac Cyryla z Aleksandrii. W przygotowanym projekcie dominowały cytaty i parafrazy ze zdań Cyryla, który dla członków komisji był wzorem ortodoksji. Komisja wyjaśniła: Z powodu zaś tych, którzy próbują znieważać tajemnicę ekonomii zbawienia i bezwstydnie plotą niedorzeczności, jakoby ten, który został zrodzony ze świętej Dziewicy Maryi był tylko człowiekiem, uznaje za swoje listy synodalne błogosławionego Cyryla, zwierzchnika Kościoła aleksandryjskiego, do Nestoriusza i do innych biskupów Wschodu. Zawierają one argumenty odpowiednie do zbicia szaleńczych wymysłów Nestoriusza, a także wytłumaczenie dla tych, którzy z pobożnością i gorliwością pragną poznać prawdziwy sens zbawiennego symbolu. Do tych pism ze słusznych powodów dodany został list błogosławionego i wielce świątobliwego Leona, arcybiskupa największego i najstarszego miasta Rzymu, napisany do świętej pamięci, arcybiskupa Flawiana, celem odrzucenia błędnej nauki Eutychesa.
Nowy projekt przedstawiono biskupom 10 października. Wywiązała się ostra dyskusja, gdyż nie zadowalał on nadal wielu obecnych w Chalcedonie. W związku z tym komisja podjęła się dalszych prac, a sesję zgromadzenia zamknięto.
Na czwartej sesji wezwano biskupów egipskich do złożenia wyznania wiary. Trzynastu z nich przedstawiło tekst, w którym zadeklarowali swoją ortodoksję. W tekście tym nie było mowy o Eutychesie, co wywołało protesty biskupów spoza Egiptu. Po burzliwej dyskusji wymuszono na Egipcjanach deklarację potępiającą poglądy Eutychesa. Następnie próbowano ich nakłonić do poparcia tez z Tomu Leona. Tego Egipcjanie zrobić nie chcieli. Oświadczyli, że są podporządkowani biskupowi Aleksandrii i muszą poczekać na wybór następcy usuniętego Dioskorosa, który podejmie decyzję w tej sprawie. Pomimo nacisków, gróźb i złośliwości, uparcie odmawiali podpisania stosownego dokumentu, krzycząc: Umieramy. Błagamy u waszych stóp, miejcie litość nad nami, chcemy umrzeć za waszą sprawę, ale nie w Egipcie. Miejcie litość dla naszych siwych włosów, niech tu zostanie powołany arcybiskup i wtedy podpiszemy i zadeklarujemy. Nie jesteśmy nieposłuszni soborowi, ale zabiją nas w ojczyźnie. Miejcie litość. Macie władzę, jesteśmy posłuszni, nie chcemy być nieposłuszni. Ostatecznie komisarze zaproponowali, żeby Egipcjanie zostali uwięzieni w Konstantynopolu do wyboru nowego biskupa Aleksandrii. Paschazynus wyraził na to zgodę w imieniu zgromadzenia.
Kolejny projekt wyznania wiary komisja przedstawiła na piątej sesji, 22 października. Przedstawiciele biskupa Rzymu i komisarze cesarscy wnieśli do niego uwagi, komisja zajęła się więc wprowadzaniem kolejnych poprawek. W tym projekcie brakowało sformułowania w dwóch naturach (en dyo physeis) Leona, które zastąpiono sformułowaniem z dwóch natur (ek dyo physeon) Cyryla. Aby zachować w wyznaniu wiary sformułowanie w dwóch naturach komisarze cesarscy zręcznie posługiwali się dyplomacją i naciskami, nakłaniając wszystkich biskupów do jego zaakceptowania.
Ostateczną wersję dokumentu przyjęto jednomyślnie, bez dyskusji, 25 października – na szóstej sesji zgromadzenia. Końcowa forma wyznania wiary była w większości kombinacją ekscerptów z Tomu Leona, Listów Cyryla z Aleksandrii, formuły zjednoczenia i wyznania wiary Flawiana z Konstantynopola.

#### Definicja chalcedońska
W uchwalonych dokumentach doktrynalnych uznano filozoficzne terminy hipostaza (hypostasis) i persona (prosopon) za synonimy. Postawiono między nimi znak równości i wyjaśniono, że są to pojęcia określające byt osobowy. Osobę zdefiniowano jako niepowtarzalny podmiot, którego tożsamości nie można w żaden sposób zduplikować. Wprowadzono ostre rozróżnienie między bytem osobowym a bytem konkretnym (fizycznym), do którego zastosowano greckie pojęcie physis, oddane w przekładzie łacińskim terminem natura. Podkreślono różnicę między zrodzoną z Absolutu naturą boską a naturą stworzoną, która powstała wskutek aktu woli Absolutu. Z definicji te dwa typy natur nie mogą ulec zmieszaniu na poziomie ontologicznym, czyli nie mogą połączyć się w jedną physis.
Na podstawie tak określonej terminologii filozoficznej wyprowadzono teologiczne twierdzenie, że Jezus Chrystus jest Bogiem-Człowiekiem (Theoanthropos) mającym jedną hipostazę, składającą się z dwóch natur (dyo physeis kai mia hypostasis).
Teologia chalcedońska wychodziła z założenia, że równocześnie można mówić o jedności i dwoistości Boga-Człowieka. Wyjaśniono, że Zbawiciel ma jedno prosopon i jedną hypostasis. Nie należy go więc dzielić na dwie osoby (prosopa). Pozostaje jedną, indywidualną osobą, bez wewnętrznego podziału i bez rozłączenia. Równolegle do twierdzenia o jedności osoby Chrystusa, wprowadzono definicję, która głosiła, że istnieje on w dwóch naturach (dyo physeis), z których każda jest całkowita, odrębna oraz zachowuje specyficzne dla niej właściwości. Dlatego ludzka natura istnieje w Chrystusie w sposób pełny, niezmienny i niezmieszany. Mimo złączenia z naturą boską, ludzkie cechy Jezusa zachowały swoją odrębność i kompletność. Tę dwoistość podsumowano sformułowaniem zaczerpniętym z terminologii soboru nicejskiego, rozszerzającym nicejskie wyznanie wiary: Jezus Chrystus jest współistotny (homoousios) ludziom w człowieczeństwie, a jednocześnie współistotny Bogu w bóstwie.
Według definicji chalcedońskiej, Jezus jest człowiekiem w każdym wymiarze – w swym ciele, w swej duszy i w swym umyśle. Poprzez wszystkie te funkcje działa jego realne człowieczeństwo. Jest też jednością w swej osobowej, bosko-ludzkiej tożsamości. Osoba Zbawiciela nie jest więc tożsama z osobą preegzystującego Logosu. Hipostaza Jezusa z Nazaretu jest niepowtarzalnym, syntetycznym bytem osobowym, powstałym wskutek unii dwóch natur.
Jak to ujęto w dokumentach soborowych, Jezus Chrystus mógł cierpieć i umrzeć dlatego, że przedmiotem, czynnikiem jego śmierci było człowieczeństwo. Niewrażliwość i nieśmiertelność pozostały cechami boskiej natury Chrystusa. Jednakże poprzez unicestwienie ludzkiej natury, na krzyżu umarła cała, syntetyczna hipostaza Boga-Człowieka.
W definicji doktrynalnej potępiono tezę o Bogu cierpiącym na krzyżu, którą nazwano absurdem:  Osoby usiłujące unieważnić głoszenie prawdy swymi poszczególnymi herezjami dały początek pustej gadaninie. (...) Wprowadzają [terminy]: «pomieszanie» i «zmieszanie», wyobrażając sobie bezrozumnie, że jest jedna natura ciała i Boskości oraz utrzymują rzecz absurdalną, mianowicie, że przez owo «pomieszanie» boska natura Jednorodzonego podlega cierpieniu.

### Kanony dyscyplinarne

#### Problem Jerozolimy
26 października omawiano spór jurysdykcyjny między biskupami Jerozolimy i Cezarei Palestyńskiej. Kościół w Jerozolimie, po zdobyciu miasta przez cesarza Tytusa w roku 70 i zmianie nazwy na Aelia Capitolina, był zwykłym biskupstwem i nie odgrywał istotniejszej roli w następnych wiekach. Na soborze nicejskim w 325 roku, poświęcono Jerozolimie osobny kanon 7., który stanowił, że biskupa Aelii należy uczcić, dając mu to, co wynika z zaszczytnej pozycji, ale bez naruszenia uprawnień metropolity w Cezarei. W następnych latach biskupi Aelii opowiadali się konsekwentnie po stronie nicejskiego wyznania wiary, co wzmocniło ich pozycję, gdyż metropolici z Cezarei popierali arian. Otoczona opieką cesarzy, z polecenia których wznoszono nowe świątynie, Jerozolima stała się pod koniec IV wieku głównym ośrodkiem pielgrzymkowym Cesarstwa Rzymskiego. Rosło jej bogactwo i znaczenie polityczne a kolejni biskupi starali się zrzucić zwierzchnictwo Cezarei. Ostatecznie udało się tego dokonać biskupowi Juwenalisowi w Chalcedonie, gdzie Jerozolimę uznano za piąty patriarchat i zrównano ją w randze kościelnej z Rzymem, Aleksandrią, Antiochią i Konstantynopolem.

#### Przepisy dyscyplinujące duchowieństwo
Na sesjach między 29 a 31 października rozstrzygano sprawy dyscyplinarne dotyczące biskupów, duchowieństwa i mnichów. Sobór zakazał przyjmowania pieniędzy w zamian za stanowiska kościelne oraz przyjmowania biskupstwa w celu gromadzenia bogactw (kanon 2.). Duchowieństwu zakazano występowania do władz i urzędów przeciwko biskupom (kanon 9.) oraz wnoszenia przeciwko nim skarg do sądów cywilnych (kanon 18.). Po śmierci biskupa majątek nie miał przechodzić na członków kleru (kanon 22.). Biskupom zakazano zawłaszczania tytułu metropolity, nawet za zgodą cesarza (kanon 12.). Metropolitom nakazano wyświęcanie biskupów najpóźniej po trzech miesiącach od rozpoczęcia wakatu (kanon 25.).
Wszystkim duchownym zabroniono sprawowania urzędów świeckich i przyjmowania stanowisk w wojsku (kanon 7.). Kandydatom na duchownych zakazano przyjmowania święceń bez zezwolenia biskupa miejsca zamieszkania (kanon 6.). Prezbiterom zakazano wiązania się z dwoma Kościołami i wykonywania obowiązków kapłańskim w innym mieście bez pozwolenia biskupa (kanon 6.). Świeckim polecono rozstrzygać spory z duchownymi przed biskupem, a nie sądami świeckimi (kanon 9.).
Sobór podporządkował mnichów jurysdykcji miejscowego biskupa (kanon 8.). Odejście z zakonu powiązano z groźbą ekskomuniki, jednak zezwolono biskupom złagodzić tę karę w szczególnych przypadkach (kanon 16.).
Osobny kanon (27.) poświęcono problemowi porywania kobiet przez duchownych: Ci, którzy porywają kobiety pod pretekstem ich poślubienia, oraz ci, którzy pomagają tym porywaczom i czyn ich aprobują, mają utracić urząd, jeśli są duchownymi, a jeśli są świeckimi lub mnichami, mają być wyłączeni ze społeczności wiernych.
W kanonie 30., uchwalonym na zakończenie obrad, zadecydowano o uwolnieniu uwięzionych w Konstantynopolu biskupów egipskich: Najpobożniejsi biskupi Kościoła Egiptu zwlekają aż dotychczas z podpisaniem listu najświętszego arcybiskupa Leona nie dlatego, że sprzeciwiają się wierze katolickiej, lecz ponieważ twierdzą, że w diecezji egipskiej panuje zwyczaj, by nic takiego nie czynić bez zgody i instrukcji arcybiskupa [Aleksandrii]. Proszą więc o przyznanie im czasu, aż do konsekracji przyszłego biskupa wielkiego miasta Aleksandrii. Wydaje się rzeczą słuszną i ludzką zgodzić się na ustępstwo wobec tych, którzy trwają przy takim zwyczaju w cesarskim mieście, aż do konsekracji arcybiskupa wielkiego miasta Aleksandrii.

#### Kanon 28.
Kanon 28., przyznający biskupowi Konstantynopola na Wschodzie prawa analogiczne do praw biskupa Rzymu na Zachodzie, został uchwalony pod nieobecność przedstawicieli Leona I oraz komisarzy cesarskich. Jego treść przygotowywano przez kilka dni i było jasne, że większość biskupów go zaakceptuje. Przedstawiciele biskupa Rzymu, mając świadomość, że ich protesty nie wystarczą do zablokowania procedury, opuścili obrady przed głosowaniem. Ich celowa nieobecność miała być, zgodnie z prawem rzymskim, formalnym powodem do późniejszych protestów. W tej sytuacji cesarz polecił komisarzom także opuścić obrady na czas głosowania, chcąc uniknąć w przyszłości konfliktu politycznego z Rzymem.
Tekst kanonu brzmiał: (...) Ojcowie słusznie przyznali przywileje stolicy Starego Rzymu, ponieważ był on miastem cesarza. Z tego samego powodu stu pięćdziesięciu najczcigodniejszych biskupów uznało, że najświętsza stolica – Nowy Rzym, zaszczycony pobytem cesarza i senatu i cieszący się takimi samymi przywilejami cywilnymi jak Stary Rzym cesarski, powinien mieć te same przywileje w porządku kościelnym i być na drugim po nim miejscu. Jednakże tylko metropolitów diecezji Pontu, Azji, Tracji oraz biskupów tych części wymienionych diecezji, które są położone w krajach barbarzyńskich, będzie konsekrowała święta stolica najświętszego Kościoła Konstantynopola. Jest jasne, że każdy metropolita wyżej wymienionych diecezji wraz z biskupami prowincji będzie konsekrował nowych biskupów tej prowincji, jak to przepisują święte kanony. Metropolitów diecezji, o których mówimy, będzie konsekrował arcybiskup Konstantynopola, po zgodnym wyborze dokonanym w sposób przepisany i zakomunikowanym arcybiskupowi Konstantynopola.
Kanon ten w dużej części powtarzał przepisy uchwalone na soborze konstantynopolitańskim z 381 roku. Jednak innowacje były istotne. Biskupi uzasadnili pozycję biskupa Rzymu tym, że niegdyś było to miasto stołeczne. Świadomie zignorowali całą teologiczną tzw. doktrynę Piotrową, sformułowaną przez Damazego i rozwijaną przez Leona I. Dali tym wyraz swojemu krytycznemu podejściu do rzymskiej eklezjologii. Dostosowali struktury kościelne do struktur państwowych, nadając nowej stolicy uprawnienia analogiczne do starej, rozszerzając je jeszcze o jurysdykcję poza granicami Cesarstwa.
Na następnej sesji przedstawiciele biskupa Rzymu próbowali podważyć wynik głosowania. Oświadczyli, że kanon uchwalono przez zaskoczenie i wywieranie nacisków na głosujących. Gdy stwierdzili, że biskupi zostali oszukani i głosowali pod przymusem, większość obecnych zareagowała okrzykami sprzeciwu. Następnie biskupi wielu miast złożyli obszerne oświadczenia, deklarując dobrowolną podległość Konstantynopolowi. Protesty przedstawicieli Rzymu poparli jedynie Talazjusz z Cezarei Kapadockiej i Euzebiusz z Ancyry.

## Następstwa soboru

### Przyczyny konfliktu

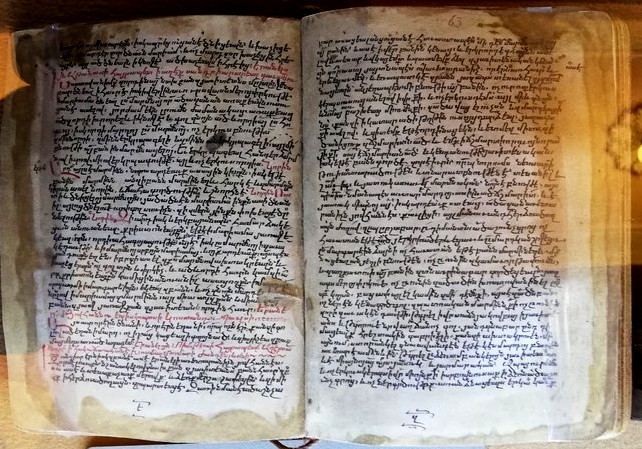
Traktat o odrzuceniu decyzji z Chalcedonu. Ormiański przekład tekstu koptyjskiego. Rękopis z 1476 roku. Instytut Matenadaran w Erywaniu

Wielu uczestników zgromadzenia w Chalcedonie zgodziło się podczas obrad na nowe wyznanie wiary i podpisało je – pod wpływem nacisków cesarza Marcjana lub innych biskupów. Jednak zaraz po zamknięciu obrad ci, którzy w czasie ich trwania nie zostali przekonani lub zostali przymuszeni do zgody, zaprotestowali. Zapoczątkowali tym kryzys społeczny, kościelny i polityczny. Kryzys ten był znacznie cięższy niż podobny, który wybuchł półtora wieku wcześniej, po soborze nicejskim.
Decyzje soboru chalcedońskiego wywołały szeroki i różnoraki opór w wielu prowincjach Cesarstwa Rzymskiego oraz poza jego granicami. Odebrano je jako negowanie pełnej boskości Chrystusa. Protestowało nie tylko duchowieństwo czy ludzie wykształceni. Opór stawiały różne, nawet najniższe, warstwy społeczne. Doprowadziło to do rozruchów, separatyzmów czy nawet wojen domowych.
Przeciwnicy definicji doktrynalnej z Chalcedonu godzili się na potępienie Eutychesa, jednak nieugięcie trzymali się terminologii i teologii Cyryla z Aleksandrii. Odrzucali twierdzenie o jednej hipostazie i dwóch naturach Chrystusa, gdyż nigdy nie użył go Cyryl. Ich zdaniem formuła chalcedońska była nawrotem do – potępionej na pierwszym soborze efeskim – teologii Nestoriusza. Najgwałtowniej zaś protestowali przeciwko twierdzeniu, że natura ludzka zachowała w Jezusie wszystkie swoje cechy. Chrystus był dla nich Bogiem w każdym wymiarze, gdyż tylko Bóg może zbawiać człowieka. Za Cyrylem twierdzili, że Jezus z Nazaretu to wcielony Logos, który zarówno przed wcieleniem, jak i po wcieleniu, miał zawsze tę samą hipostazę i wyłącznie jedną, wcieloną naturę.
Miarą ortodoksji stała się dla przeciwników Chalcedonu akceptacja formuły teopasyjnej Cyryla, zgodnie z którą jeden z Trójcy Świętej cierpiał w ciele.
Formułę teopasyjną odrzucali zwolennicy soboru. Uważali oni, że tym, który cierpiał i umarł na krzyżu, był Jezus syn Maryi, a nie boski Logos, który jako Bóg umrzeć nie mógł. Do zwolenników soboru należeli prawie wszyscy biskupi Zachodu oraz duża grupa biskupów Wschodu. Zajmowali oni przeważnie ostre, konfrontacyjne stanowisko wobec protestujących. Na przykład biskupi z Cylicji ogłosili, że teologia Cyryla jest heretycka, a jej zwolennicy powinni zostać wyklęci.
Wśród dawniejszych badaczy dominowało przekonanie, że opór wobec Chalcedonu miał tło narodowe, a podziały religijne pokrywały się z podziałami narodowościowymi. Dotyczyło to przede wszystkim Egipcjan, Syryjczyków i Palestyńczyków. W świetle badań XX-wiecznych historyków, tezy tej nie da się utrzymać. W drugiej połowie V wieku ruch antychalcedoński objął grecką ludność miast Wschodu, szeroko rozlał się na Anatolię, Trację czy Illirię. W samym Konstantynopolu opór wobec decyzji soboru był na tyle znaczący, że cesarze musieli się liczyć z jego zwolennikami. W czasie buntu Nika w 532 roku, na ulicach stolicy mieszkańcy manifestowali otwarcie poparcie dla przeciwników Chalcedonu. W roku 539, podczas trzęsienia ziemi, wierni śpiewali na forum pieśni wychwalające jedną naturę Chrystusa. Tłum był bowiem przekonany, że katastrofa to oznaka gniewu bożego. Chrystus miał karać miasto, które odmawiało Synowi Bożemu pełnej boskości.

### Wybuch konfliktu

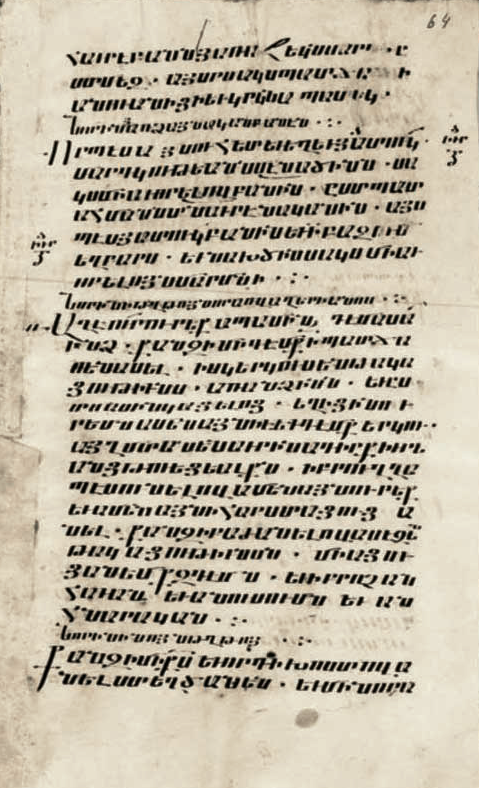
Ormiański przekład antychalcedońskich prac Tymoteusza Ailourosa. Rękopis z X wieku

Wkrótce po zakończeniu soboru, przeciwnicy definicji chalcedońskiej ogłosili, że jest ona heretycka, w swojej istocie nestoriańska. Piszący na przełomie V i VI wieku historyk Zachariasz z Mityleny tak opisał początek konfliktu: Pod pretekstem usunięcia herezji Eutychesa Chalcedon wzmacniał herezję Nestoriusza. I tak zamieniając jedną herezję na drugą, podzielił świat chrześcijański i wprowadził w nim zamieszanie.
Przeciwnicy Chalcedonu powołali się na autorytety Atanazego z Aleksandrii i Cyryla z Aleksandrii. Prosta teza o wyłącznie jednej naturze Chrystusa, kościelne i polityczne ambicje, naciski cesarza zmierzające do narzucenia postanowień z Chalcedonu siłą, nieprzejednane stanowisko skrajnych chalcedończyków – wszystko to wzmacniało ruch przeciwników soboru. Do charyzmatycznych przywódców ruchu antychalcedońskiego, za którymi szło duchowieństwo i wierni, należeli na przykład Dioskoros z Aleksandrii, Filoksenos z Mabbug, czy Sewer z Antiochii.
Tymczasem wśród zwolenników Chalcedonu nie pojawiła się żadna charyzmatyczna postać, która potrafiłaby pociągnąć za sobą tłumy wiernych. Przeciwnie, biskupi, którzy po soborze otwarcie popierali jego postanowienia, często stawiali czoło protestującym używając siły. Biskup Jerozolimy Juwenalis, który ratując swój urząd zmienił na soborze poglądy, wjechał do własnego miasta w eskorcie wojskowej. Żołnierze wprowadzili go do katedry, przełamując opór tłumu duchowieństwa i wiernych.
W Aleksandrii, na miejsce złożonego z urzędu Dioskorosa, wyświęcono z polecenia cesarza Proteriosa. Większość wiernych uznała nowego biskupa za uzurpatora. W całym Egipcie panował nastrój rozegzaltowanej i bezwarunkowej wierności poprzedniemu biskupowi. Po śmierci Dioskorosa i Marcjana, biskupi egipscy wyświęcili Tymoteusza Ailourosa na prawowiernego biskupa Aleksandrii. Tymoteusz, pobożny asceta, cieszył się w Egipcie ogromnym autorytetem i autentycznym poparciem. Obecność dwóch biskupów w jednym mieście doprowadziła do rozruchów oraz ataków mieszkańców na żołnierzy i urzędników cesarskich. Nienawiść do Proteriosa była tak silna, że ten prochalcedoński biskup został zlinczowany przez tłum na ulicach Aleksandrii.
W Syrii rozpoczęły się walki, niekiedy określane mianem wojny domowej, gdyż w przeciwieństwie do Egiptu, pozycja zwolenników Chalcedonu była w tej prowincji silniejsza. Wśród przeciwników decyzji soboru byli ludzie mówiący zarówno po syryjsku, jak i grecku. Na biskupstwie Antiochii zasiadali na przemian – w zależności od tego, która frakcja zwyciężała w walkach – zwolennicy lub przeciwnicy Chalcedonu. Antychalcedoński biskup Piotr Folusznik trzykrotnie był wypędzany z miasta i trzykrotnie do niego powracał. Prochalcedoński biskup Julian zmarł w niejasnych okolicznościach.
Represje cesarskie spowodowały, że przeciwnicy Chalcedonu zyskali męczenników i świętych, otoczonych żarliwym kultem. Wielu antychalcedońskich biskupów zostało wygnanych z własnych miast. Niekiedy, aby wykonać cesarski rozkaz, wprowadzano żołnierzy do kościołów i usuwano siłą niepokornych. Biskupów zsyłano do odległych i niezdrowych miejscowości, gdzie szykanowano ich na wszelkie sposoby. Zdarzały się przypadki, że nazbyt niezależnego i charyzmatycznego duchownego, mordowali skrytobójcy. Zwolenników jednej natury stawiano przed sądami, wytaczając pokazowe procesy, których wyrok był znany z góry. Z drugiej strony zdarzało się, że zwolennicy dwóch natur ginęli w podejrzanych okolicznościach lub byli mordowani na ulicach przez wzburzony tłum. Ofiary takich zamieszek były później wynoszone na ołtarze przez Kościoły chalcedońskie.
Strony konfliktu zaczęły określać przeciwników obraźliwymi przezwiskami. Zwolennicy Chalcedonu nazywali protestujących monofizytami, czyli jednonaturowcami. W odpowiedzi byli nazywani diofizytami, czyli dwunaturowcami, bądź melkitami, czyli sługusami cesarza. Każda ze stron uważała natomiast samą siebie za ortodoksyjną, czyli prawowierną.
W trakcie konfliktu, przeciwnicy Chalcedonu stopniowo radykalizowali swoje stanowisko. Biskup Antiochii Piotr Folusznik dodał do trishagionu Święty Boże, Święty mocny, Święty a Nieśmiertelny uzupełnienie wzięte z anatematyzmatów Cyryla: który zostałeś za nas ukrzyżowany. Nawet dla umiarkowanych zwolenników Chalcedonu dodatek ten – bez końcówki w ciele – był nie do przyjęcia. Ten sam Piotr wprowadził do liturgii mszy recytowanie credo konstantynopolitańskiego, co było manifestacją wrogości wobec chalcedońskiego wyznania wiary. Zmodyfikowany trishagion stał się hymnem ekstremistów antychalcedońskich, którzy w czasie sporu sformułowali tezę o pełnej deifikacji Jezusa z Nazaretu. Ich zdaniem, po śmierci Chrystusa na Krzyżu, nie mogło dojść do rozpadu jednej hipostazy Syna Bożego na dwie – zmarłą ludzką i nieśmiertelną boską. Bóg trwał w hipostazie Słowa, które umarło. Była to więc dosłowna śmierć Boga – w ten sposób Absolut pokonał grzech i śmierć, trzymające ludzkość pod swą władzą.
Natomiast ekstremiści prochalcedońscy odrzucali w całości teologię Cyryla z Aleksandrii, a za wzór ortodoksji uważali Tom Leona I. Skarżyli się przedstawicielom Rzymu na niedostateczne działania ze strony cesarza, którego oskarżali o pobłażliwość. W Rzymie, pod wpływem raportów apokryzjariuszy uznano, że protestujący są słabi i nieliczni, a cesarze oraz duchowieństwo Wschodu zaniedbują swoje obowiązki. Kolejni biskupi Rzymu słali listy, do cesarzy i biskupów Konstantynopola, z żądaniami podjęcia bardziej stanowczych działań przeciwko wrogom Chalcedonu.

### Próby kompromisu

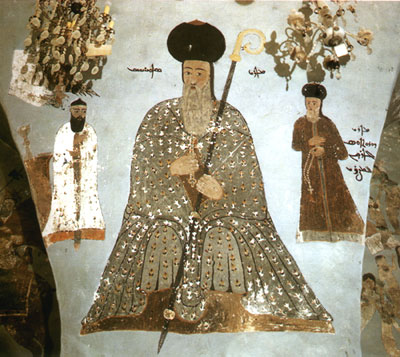
Święty Sewer z Antiochii – jeden z najwybitniejszych teologów antychalcedońskich. Twórca tezy, że podział na dwie natury jest efektem ludzkiej, zepsutej wyobraźni, a nie faktem obiektywnym. Fresk na ścianie syryjskiego kościoła w Sadad

Następcy Marcjana szukali z przeciwnikami soboru kompromisu, zwłaszcza że ruch antychalcedoński był szczególnie silny w prowincjach graniczących z Persją, państwem z którym Cesarstwo znajdowało się w stanie permanentnego konfliktu. Cesarze nie chcieli ryzykować otwartych represji na terenach przygranicznych. W Konstantynopolu zdawano sobie sprawę, że sytuacja wymyka się spod kontroli i prowadzi do katastrofy politycznej.
W roku 457 cesarz Leon rozesłał do synodów prowincjonalnych okólnik z pytaniami, na które biskupi mieli odpowiedzieć pisemnie. Pierwsze dotyczyło ważności decyzji soboru chalcedońskiego, drugie kanoniczności wyboru biskupa Aleksandrii Tymoteusza Ailourosa. Ankietę odesłało około 1600 biskupów. Większość, zgodnie z intencjami cesarza, odpowiedziała tak na pierwsze a nie na drugie pytanie. Cesarz doszedł do wniosku, że opór stawia tylko garstka biskupów. Była to jednak iluzja. Biskupi podpisywali różne deklaracje lojalności, ale nie zamierzali się ich trzymać. Tych biskupów, którzy otwarcie trwali przy Chalcedonie, duchowieństwo i wierni często siłą usuwali z miasta.
W roku 482 cesarz Zeonon wydał, pod bezpośrednim wpływem biskupa Konstantynopola Akacjusza, edykt zwany Henotikon. Edykt ten potępiał Nestoriusza i Eutychesa, wysławiał dwanaście anatematyzmatów Cyryla i wzywał do jedności chrześcijan na podstawie credo nicejskiego. O Chalcedonie w dokumencie prawie nie wspomniano. Zenon i jego następca Anastazjusz przyjęli Henotikon za podstawę polityki cesarskiej i starali się skłonić wszystkich biskupów do podpisania dokumentu, tolerując różne jego interpretacje. Jednak przeciwnikom soboru nie wystarczało niewspominanie o jego decyzjach, żądali publicznego odwołania chalcedońskiej definicji doktrynalnej. Natomiast biskup Rzymu Feliks w roku 484 potępił Henotikon, wzywając chrześcijan do oporu wobec edyktu cesarskiego.
Cesarz Justyn powrócił w roku 519 do polityki sojuszu z Zachodem i przyjął warunki biskupa Rzymu Hormisdasa. Potępił pośmiertnie dwóch cesarzy (Zenona i Anastazjusza) oraz czterech biskupów Konstantynopola (Akacjusza i trzech jego następców). Rozpoczął też kolejną falę szeroko zakrojonych represji. Tylko w pierwszych trzech latach jego panowania usunięto ponad 55 biskupów, zamknięto kilkaset klasztorów, wypędzając niepokornych duchownych oraz mnichów. Prześladowania objęły wszystkie prowincje poza Egiptem, który w czasach Justyna uniezależnił się prawie całkowicie od władzy centralnej. Nad Nil zaczęli napływać tysiącami uchodźcy z pozostałych części Cesarstwa, szukając schronienia przed represjami.
Pośród uchodźców, którzy schronili się w Aleksandrii, znalazło się dwóch teologów antychalcedońskich – Julian z Halikarnasu i Sewer z Antiochii. Julian był skrajnym zwolennikiem tezy o wyłącznie boskiej naturze Chrystusa. Twierdził, że nawet ciało Jezusa było niecierpiętliwe i nieśmiertelne. Natomiast Sewer szukał płaszczyzny porozumienia z chalcedończykami. Był skłonny zaakceptować tezę o dwóch naturach pod warunkiem uściślenia, że wynika ona z omylnych danych empirycznych oraz zepsutej wskutek grzechu ludzkiej wyobraźni. Obiektywnie bowiem byt osobowy może mieć tylko jedną naturę. W rzeczywistości jedna phisis jest czynnikiem sprawczym i jedna jest działaniem – pisał Sewer.
Wśród umiarkowanych zwolenników Chalcedonu górę zaczęło brać stanowisko, że postanowienia soboru nie są sprzeczne z teologią Cyryla z Aleksandrii. Gotowi byli oni zaakceptować formułę teopasyjną o jednym z Trójcy Świętej, który cierpiał w ciele. Przedstawiciele tego kompromisowego stronnictwa, zwani neochalcedończykami lub teopasystami, stopniowo uzyskiwali przewagę na synodach w Konstantynopolu i poparcie cesarzy. Do najważniejszych chalcedończyków-teopasystów należeli Jan Maksentios, Jan Gramatyk, Efrem z Antiochii, Leoncjusz z Jerozolimy, Anastazjusz z Antiochii, Eulogiusz z Aleksandrii, Teodor z Rhaithu i Maksym Wyznawca. Byli oni przedstawicielami tzw. teologii wymiany idiomów (perichoresis ton idiomaton, circumincessio idiomatum). W ich ujęciu rozróżnienie między dwiema naturami dotyczy ontologii hipostazy Syna Bożego, nie zaś czynów Jezusa Chrystusa (energii) i języka opisującego te czyny. Idiomy dotyczące natur Chrystusa są wymienne, gdyż w hipostazie Jezusa z Nazaretu ludzkie działania za swój czynnik sprawczy mają Boga, natomiast działania boskie – także człowieka. Można więc twierdzić – na poziomie opisu językowego – że Bóg się narodził z Matki Boskiej, albo że Bóg umarł. Można również powiedzieć, że człowiek Jezus z Nazaretu powstał z martwych i siedzi po prawicy Boga – przy zastrzeżeniu, że twierdzenia takie wynikają z wymiany idiomów w hipostazie Chrystusa. Jak to ujął Leoncjusz z Jerozolimy, najwybitniejszy teolog neochalcedoński pierwszej połowy VI wieku: O Logosie mówi się, że cierpiał w hipostazie Boga-Człowieka, albowiem w tej hipostazie przyjął On cierpiętliwą istotę ludzką obok swej własnej niecierpiętliwej istoty. Toteż to, co można twierdzić o ludzkiej istocie, można też twierdzić o hipostazie.

### Korekta definicji chalcedońskiej

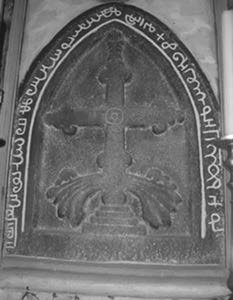
Kamienny krzyż z inskrypcją w języku pahlawi. Prawdopodobnie z V lub VI wieku. Kościół w Kottayam, w hinduskim stanie Kerala. Inskrypcja zawiera antychalcedońską formułę teopasyjną: Ten, który jest prawdziwie Bogiem w niebie, cierpiał na krzyżu

Cesarz Justynian, po kilku nieudanych próbach zlikwidowania oporu wobec Chalcedonu za pomocą dekretów, zdecydował się na daleko idący kompromis. W tym celu zwołał kolejne zgromadzenie biskupów Cesarstwa.
Na II soborze konstantynopolitańskim, w 553 roku, dokonano reinterpretacji teologii Cyryla z Aleksandrii i ogłoszono, że jest ona ortodoksyjna. Aby pogodzić tezę o jednej naturze Chrystusa z chalcedońskim twierdzeniem o dwóch naturach, przyjęto wyjaśnienie, zgodnie z którym w pismach Cyryla termin physis oznacza hypostasis. Tak więc w formule o jednej naturze wcielonej, słowo natura miało znaczyć tyle, co osoba. Zatwierdzono również formułę teopasyjną, opierając się na teologii wymiany idiomów. W dokumentach doktrynalnych stwierdzono, że niepowtarzalna hipostaza Jezusa z Nazaretu jest tożsama z preegzystującą hipostazą Logosu. Twierdzenie to objaśniono w ten sposób, że hipostaza Logosu preegzystowała w swej boskiej naturze a ludzkie życie zostało enhipostowane w hipostazie Logosu podczas wcielenia. Po tych kompromisowych zabiegach doktrynalnych, z definicji chalcedońskiej pozostawiono na soborze konstantynopolitańskim jedynie twierdzenie o dwóch naturach Chrystusa.
Kompromis doktrynalny, wymuszony przez Justyniana, przyniósł ograniczone rezultaty. Udało się stopniowo wygasić ruch antychalcedoński w Palestynie i kilku innych prowincjach, gdzie zawarto lokalne unie. Jednak w Syrii i Egipcie postanowienia nowego soboru nie przyniosły żadnego praktycznego skutku. Kompromis nie został też przyjęty poza granicami Cesarstwa. Na tych obszarach sprzeciw wobec tezy doktrynalnej o dwóch naturach Chrystusa oraz niechęć wobec biskupów Rzymu i Konstantynopola, zapuściły głęboko korzenie i przetrwały do współczesności.
Opór wobec korekty definicji chalcedońskiej, do jakiej doszło na zgromadzeniu z 553 roku, był szczególnie silny na Zachodzie, który w większości trwał przy dosłownie rozumianym Chalcedonie. Justynian musiał wymuszać w prowincjach zachodnich przyjęcie postanowień nowego soboru represjami. Między innymi skazał na wygnanie biskupa Rzymu Wigiliusza i najwybitniejszego teologa łacińskiego VI wieku, Rustyka Rzymianina.
Rustyk dawał wyraz powszechnemu na Zachodzie przekonaniu, że chrystologia konstantynopolitańska w swej istocie była kryptomonofizycka. W swoim Contra Acephalos wskazywał, że według neochalcedończyków człowieczeństwo Jezusa nie jest pełne, gdyż unia hipostatyczna w ich rozumieniu modyfikuje charakter natury ludzkiej. Kontynuatorzy teologii Rustyka jako przykład podawali prace Maksyma Wyznawcy, który sformułował tezę o przebóstwieniu natury ludzkiej w hipostazie Jezusa. Według Maksyma uczestniczenie w Bogu stanowi prawdziwą naturę człowieka. Tymczasem według Rustyka i jego kontynuatorów, życie Jezusa z Nazaretu było prawdziwie ludzkim losem, w którym każdy może odnaleźć sobie podobne człowieczeństwo, urzeczywistnione w sposób pełny i bez ograniczeń. Powoływali się często na Augustyna z Hipponny, który we fragmencie swego Enchiridion stwierdził: przez tę samą naturę, z której oszukania cieszył się diabeł, został on zwyciężony.
Kolejny zwrot ku Chalcedonowi nastąpił w czasie kryzysu ikonoklastycznego w VIII i IX wieku, gdy głównym argumentem w obronie obrazów stało się twierdzenie, że możliwe jest tworzenie ikon przedstawiających w sposób realistyczny bosko-ludzką osobę Jezusa. Pełnia człowieczeństwa w hipostazie Chrystusa implikowała możliwość zobrazowania także Logosu. Każdy portret jest bowiem przedstawieniem hipostazy, a nie natury. Najwybitniejszy teolog prochalcedoński początków IX wieku, Nikefor, twierdził, że Chrystus jest człowiekiem we wszystkich aspektach egzystencji. Nie jest to człowieczeństwo idealne, ale zwykłe, konkretne: Nie posiadał On ciała innego niż nasze, to które upadło wskutek grzechu; nie przemienił go; miał taką samą naturę, co my(...) Działał On, pragnął, nie znał wielu rzeczy i cierpiał jak człowiek. Teodor Studyta uściślił jeszcze te twierdzenia, podkreślając że Syn Boży jest konkretnej płci:  Izajasz opisuje Go jako mężczyznę, a tylko kształty ciała mogą odróżnić mężczyznę od kobiety.